# Peter Rusmanloop
De Peter Rusmanloop was een hardloopwedstrijd die sinds 1986 ieder jaar op paasmaandag werd georganiseerd in het Nederlands-Limburgse dorp Oirsbeek (gemeente Beekdaelen). In 2016 is er wegens te weinig belangstelling geen nieuwe "Peter Rusmanloop" meer georganiseerd. Er werden twee afstanden gelopen: de vijf kilometer en de 10 Engelse mijl (circa zestien kilometer), die ging door de kerkdorpen van de toenmalige gemeente Schinnen. Daarnaast was er nog een scholierenloop voor de kinderen van de plaatselijke basisschool. Start en finish waren in het centrum van Oirsbeek bij de markt. De organisatie was in handen van atletiekvereniging Unitas uit Sittard-Geleen. 
Deze loop is vernoemd naar de in 1985 overleden Limburgse hardloper Peter Rusman.
Bekende winnaars van deze loop zijn Carla Beurskens (1999) en Nadezhda Wijenberg (2013, 2014 en 2015).